# Heinrich IV. von Plauen

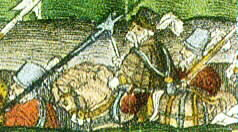
Heinrich IV. während der Belagerung der Stadt Hof, zeitgenössischer kolorierter Holzschnitt von Hans Glaser

Heinrich IV. von Plauen (* 1510, wahrscheinlich am 24. August auf Neuhartenstein; † 19. Mai 1554 in Stadtsteinach bei der Belagerung der Plassenburg) war Oberstkanzler des Königreichs Böhmen, Burggraf von Meißen, Herr zu Plauen, Gera, Greiz, Schleiz und Lobenstein, Herr zu Theusing, Neuhartenstein, Engelsburg und Luditz. Den Titel Herr von Königswart trug er aus Tradition, den von Petschau, vom Intermezzo 1547 abgesehen, ebenfalls.

## Leben

### Herkunft und Familie
Heinrich IV. stammte aus der älteren Linie des Hauses Plauen. Er war ein Sohn des Burggrafen Heinrich III. († 1519) aus dessen zweiter Ehe mit Barbara von Anhalt-Köthen (1487–1532/33).
Heinrich heiratete vor dem 29. August 1532 Margarete, Tochter des Grafen Nikolaus I. von Salm und Neuburg, mit der er zwei Söhne hatte:
- Heinrich V. von Plauen (1533–1568), Burggraf von Meißen, ⚭ 1555 Prinzessin Dorothea Katharina von Brandenburg-Ansbach (1538–1604)
- Heinrich VI. von Plauen (1536–1572), Burggraf von Meißen,

⚭ 1. 1564 Prinzessin Katharina von Braunschweig-Lüneburg (1548–1565)
⚭ 2. 1566 Prinzessin Anna von Pommern-Stettin (1531–1592)

### Jugendzeit
Nach dem Tod seines Vaters wuchs Heinrich zuerst unter der Obhut seiner Mutter und nach deren Wiederverheiratung 1521 unter Aufsicht eines Vormundes, des von seiner Mutter bestellten Zdenko Leo von Rosenthals, des Oberstburggrafen der Krone Böhmens, auf Neuhartenstein auf. Neuhartenstein war laut Testament seines Vaters vom 27. Februar 1515 nur für ihn bestimmt und durfte bei einer möglichen Wiederverheiratung seiner Mutter nicht als Heiratsgut betrachtet werden. Im Juni 1528 trennte sich seine Mutter Barbara wieder von Johann dem Jüngeren von Kolovrat auf Maschau und nannte sich wieder Burggräfin zu Meißen. Von dem Gut Schönhof bei Maschau ging sie zuerst nach Theusing und ab August 1529 wieder auf ihren Witwensitz Schlößles bei Prohor. Briefliche Bitten Heinrichs, zu ihm nach Neuhartenstein zu kommen, lehnte sie ab.

### Am Hof von Prag
Sein Vormund brachte ihn beizeiten am Hof von Prag unter. Am 5. April 1530 ließ sich Heinrich von König Ferdinand die Belehnungsurkunde über die Burggrafschaft Meißen erneuern. Ihm ging es dabei nicht um die Ländereien, die waren sofort nach dem Tod des letzten, kinderlos gebliebenen Meinheringers von Truppen des wettinischen Kurfürsten Friedrich dem Streitbaren besetzt worden, sondern um die mit dem Titel verbundene Stellung und Stimme auf dem Reichstag als Reichsfürst. Im Jahr 1530 begleitete Heinrich König Ferdinand als einer der vier Schenken zum Reichstag nach Augsburg. Am 19. September 1530 bestätigte ihm auch Kaiser Karl V. die Urkunde. Im Sommer 1532 heiratete Heinrich Margarethe, Gräfin von Salm und Neuburg. Das junge Paar zog im August 1532 auf die Engelsburg. Vorher hatte Heinrich seine Mutter überzeugen können, ihren Witwensitz zu verlassen und mitzukommen, wo sie allerdings rund ein halbes Jahr später starb.
1532 bestand das Gebiet Heinrich IV. noch aus den vier Herrschaften Theusing, Neuhartenstein, Engelsburg und Prohor. 1537 gehörte Prohor wieder zu Theusing und Neuhartenstein und Engelsburg waren vereint. Ein aus dieser Zeit stammendes Zins- und Einkommensteuerregister erwähnt die Herrschaft Engelsburg-Neuhartenstein. Im Juli 1537 gelang Heinrich mit dem Kauf der, wenn auch kleinen Herrschaft Luditz, eine Abrundung seines Besitzes.
Ebenfalls im Juli 1537 kam es in Torgau unter Vorsitz des sächsisch-ernestinischen Kurfürsten Johann Friedrich des Großmütigen zu einem Erbvertrag mit den Herren Reuß von Plauen zu Greiz über die Geraischen Herrschaften im Fall des Ablebens des kinderlosen Herren von Gera. Als am 7. August 1550 Heinrich von Gera kinderlos auf Schloss Burgk starb, trat Heinrich sein Lehnserbe an. Ab diesem Zeitpunkt hatte Heinrich IV. tatsächlich das ganze vereinigte, ihm von König Ferdinand zugewiesene Vogtland in seiner Hand. Sein ganzes Leben musste er sich Streitereien seines Halbbruders Heinrich des Unechten erwehren und vom Ende des Schmalkaldischen Krieges bis zu seinem Tod führte er Rechtsstreitigkeiten mit den Reußen wegen deren ehemaliger Herrschaft und der Erbfolge der geraischen Herrschaften.
Am 22. Januar 1542 ernannte König Ferdinand Heinrich IV. zum Oberstkanzler der Krone Böhmens, königlichen Rat und Kämmerer.

### Schmalkaldischer Krieg
An dem am 14. November 1546 geschlossenen Prager Vertrag zwischen König Ferdinand von Böhmen und dem albertinischen Herzog Moritz von Sachsen zur Durchführung der Reichsacht gegen den ernestinischen Kurfürsten von Sachsen war Heinrich maßgeblich beteiligt. Als Oberstkanzler Böhmens nahm Heinrich an der Seite Ferdinands und dessen Bruders, Kaiser Karl V. an der Schlacht bei Mühlberg am 24. April 1547 und an der Wittenberger Kapitulation am 19. Mai 1547 teil, die den Schmalkaldischen Krieg beendete. In gleicher Funktion war er Ende Juni 1547 in Prag, wo Ferdinand den böhmischen Landtag abhielt, der als „der blutige“ in die Geschichte einging und bei dem Ferdinand Gericht über die böhmischen Stände und aufständischen Adligen führte. Aus konfiszierten Ländereien erhielt Heinrich unter anderem Schloss und Stadt Petschau, die sein Urgroßvater 1410 gekauft und sein Vater 1495 an die von Pflugk verkauft hatte. Ferdinand forderte die Herrschaft aber kurz danach zurück. Im September 1547 besetzten Truppen Heinrichs das Greizer Schloss und vertrieben die Reußen. Mit Urkunde Kaiser Karls V. vom 24. Mai 1548 erfolgte auf dem Reichstag zu Augsburg die Ernennung Heinrichs IV. „als des Reiches gefürsteter Burggraf zu Meißen“. Am 21. Januar 1549 erteilte König Ferdinand Heinrich einen feierlichen Lehnbrief über die reußische und die geraische Herrschaft. Damit war Heinrich auch offiziell als Landesherr von Greiz und Gera eingesetzt. Die urkundliche Vollziehung des Erbkaufes der Herrschaften Plauen, Voigtsberg und des Amtes Pausa erfolgte kurze Zeit später am 10. April 1549.
Im Sommer 1551 bekam Heinrich erstmals seit vielen Jahren Urlaub und konnte sich den angestammten böhmischen Herrschaften und den neuen im Vogtland widmen. So rief er Vertreter aller vogtländischen Herrschaften zu einem gemeinsamen Landtag nach Schleiz, den er am 28. Juli 1551 eröffnete. In Plauen erfolgte die Einrichtung einer Statthalterei als oberste Landesbehörde für alle vogtländischen Herrschaften. Für Greiz erließ er am 8. September 1551 die erste Gerichtsordnung und eine landesherrliche Polizeiordnung. Am 11. September folgten eine Tranksteuer und die Reichspfennigordnung. Mitte Oktober verließ er das Vogtland, ging zuerst nach Prag und dann nach Wien. Er kehrte nie mehr in seine vogtländischen Gebiete zurück. Obwohl zeitlebens Katholik, wehrte er alle Rekatholisierungsversuche seiner vogtländischen Herrschaften von außen ab, förderte die evangelische Kirche und erließ 1552 eine burggräfliche Kirchenordnung, entworfen vom evangelischen Plauener Superintendenten.

### Passauer Vertrag und Bekämpfung Albrecht Alcibiades

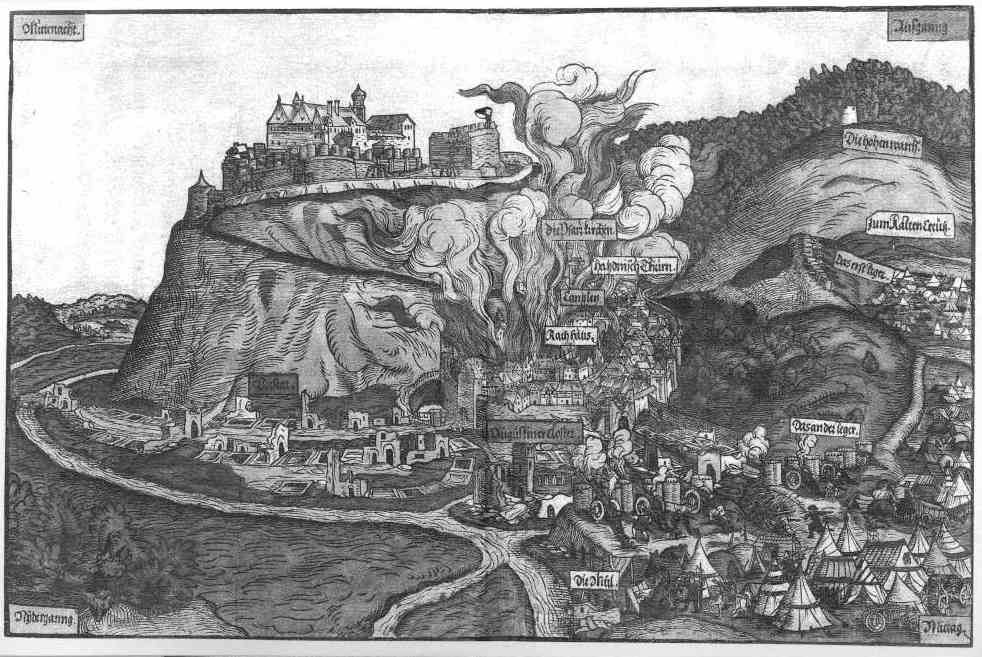
Belagerung der Plassenburg, zeitgenössischer Holzschnitt von Hans Glaser

Am 15./16. März 1552 traf Heinrich IV. in Leipzig auf Kurfürst Moritz von Sachsen und bereitete ein Zusammentreffen zwischen Moritz und Ferdinand in Linz vor, das am 18. April 1552 stattfand. Die dort ausgehandelten Grundsätze bildeten das Fundament der Passauer Abrede vom 22. Juli 1552. Heinrich IV. musste im Auftrag König Ferdinands Kaiser Karl V. überzeugen, der mit seiner Unterschrift am 15. August in München den Passauer Vertrag besiegelte. Beim nachfolgenden Türkenfeldzug hielt sich Heinrich bis Ende November in Győr auf.
Heinrich IV. war als Oberstkanzler Böhmens aktiv an der Schaffung einer neuen Friedensordnung für das Reich beteiligt, so am Egerer Abschied vom 6. Mai 1553, der die Interessen des Heidelberger und des Egerer Bundes zusammenführte.
Am 29. Juni 1553 trafen sich Heinrich und Moritz in Nordhausen und besprachen letzte Einzelheiten zum Vorgehen gegen Markgraf Albrecht Alcibiades von Brandenburg-Kulmbach. Moritz wurde kurz danach, am 9. Juli 1553, in der Schlacht bei Sievershausen tödlich verwundet. Jetzt übernahm Heinrich die Rolle des Führers der Verbündeten gegen Albrecht Alcibiades. Am 7. August begann Heinrich die Belagerung Hofs, das am 28. September eingenommen, aber bereits am 11. Oktober durch Truppen Albrechts zurückerobert wurde. Am 27. November gelang den Verbündeten die erneute Eroberung Hofs. Als Statthalter Hofs setzte Heinrich IV. Georg Wolf von Kotzau ein. Danach begann die Belagerung der Plassenburg bei Kulmbach, bei der Heinrich IV. am Morgen des 19. Mai 1554 in Stadtsteinach starb. Am 24. Mai wurde er entsprechend seinem Wunsch in der Johanniskirche von Plauen beigesetzt.